# Ipoly-parti sport- és szabadidőcentrum
A balassagyarmati Ipoly-parti sport- és szabadidőcentrum a városban, az Ipoly partján, az Ipolypart utca mellett helyezkedik el.

## Létesítmények

### Városi Sportcsarnok
Balassagyarmatra 1974-ben a város határában, ekkor még nem szerepelt a tervekben a sportcentrum építése az Ipoly-partra. 2011-ben az önkormányzat felújította a tulajdonában lévő épületet, miután 15 millió forintnyi kormányzati támogatást kapott. a felújítás során új csapadékvíz elleni szigetelést kapott, a homlokzatok hőszigetelését javították, a régi nyílászárókat kicserélték illetve akadálymentesítették a csarnokba való bejutást.

### Műfüves labdarúgópálya

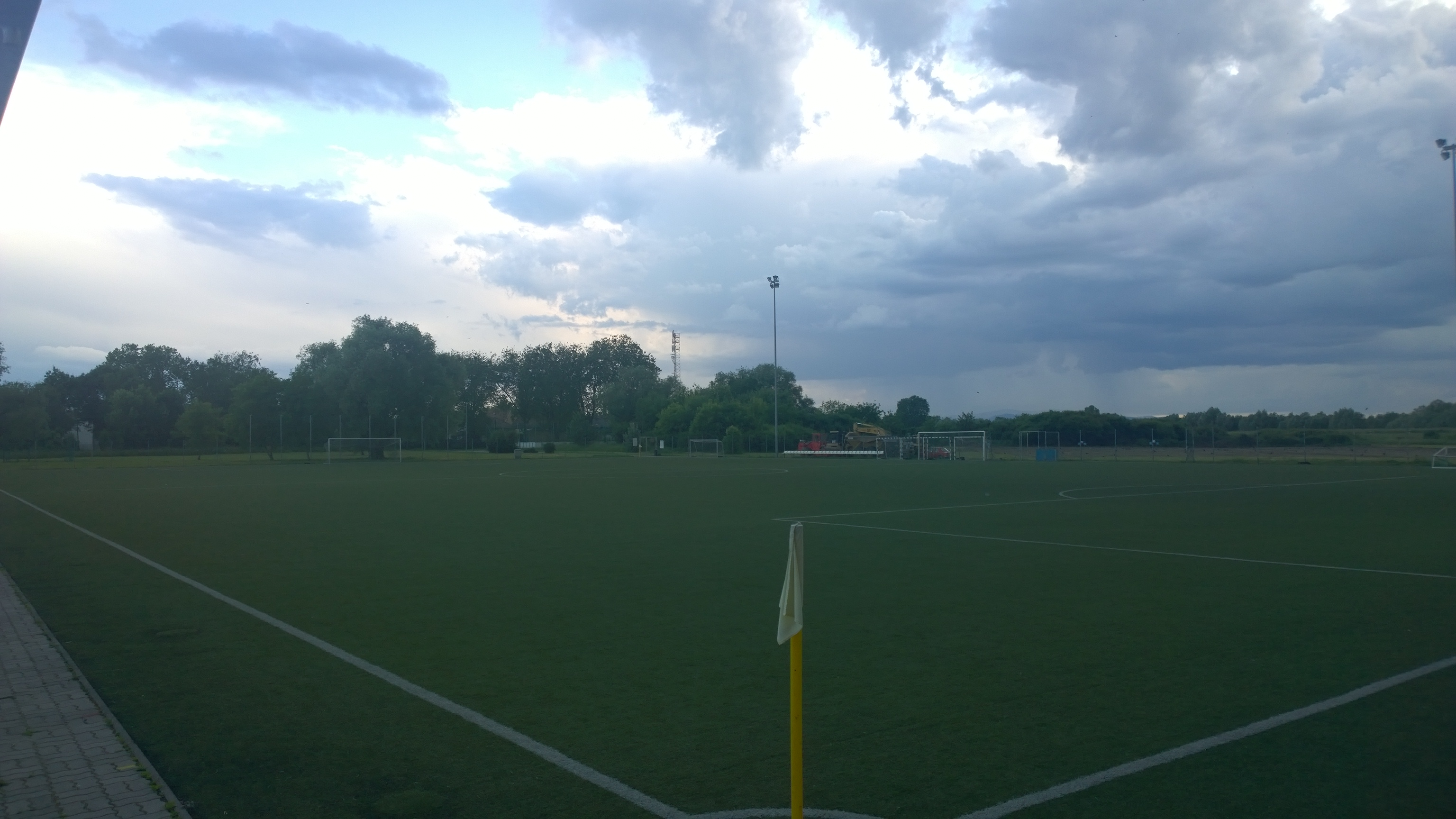
A műfüves pálya

2006-ban a városban, a Sportcsarnokkal szemben átadták Nógrád megye első műfüves pályáját, a sportcentrum még ekkor sem képzelt az elképzelések között. A pályát négy reflektorral szerelték fel, rendelkezik saját parkolóval is, de lelátót nem építettek mellé. A használatából eredő amortizáció miatt 2018-ra szükségessé vált a pálya felújítása. A felújítást következtében az első generációs műfű réteget korszerű, nemzetközi szabványoknak megfelelő burkolatra cserélték.

### Gördeszkapálya

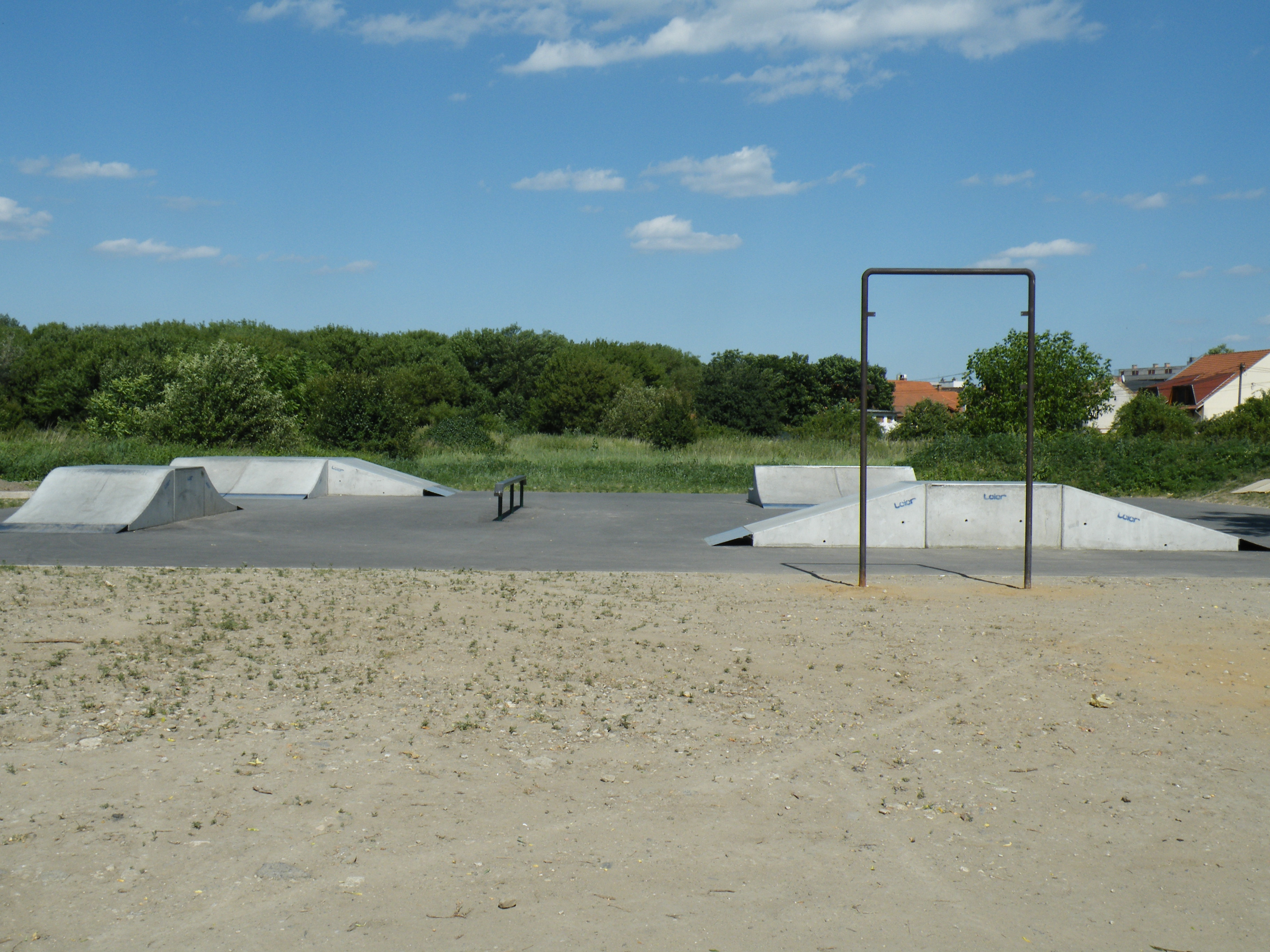
A gördeszkapálya

Balassagyarmaton 2014-re már egyre népszerűbbé vált a gördeszkázás a fiatalok körében, ám eddig gördeszkapálya hiányában a köztéri padokon, korlátokon űzték a sportot, ennek következtében ezek eléggé elhasználódtak. A város önkormányzata egy gördeszkapálya építését kezdeményezte, hogy ne a köztéri bútorokon vagy az akkor nemrégiben átadott új Szerb utcai játszótér és a megújult főtér padjain gördeszkázzanak. Az építésre lehetőséget adott az, hogy ekkor már tervekben volt az új sportközpont, és az ehhez kapcsolódó klubházat is elkezdték építeni, így a pálya helye az egykori gyalogoshíd, a Madách híd mögé került. A pályát öt előre legyártott elemből alakították ki, amit az alpolgármester, Csach Gábor elmondása szerint további elemekkel bővíthető, és később majd helyet adhat számos versenynek is. Az építéssel párhuzamosan a Madách hidat is felújították. 2015-ben a rekotán  pálya építésével egy időben a gördeszkapályát két elemmel bővítették.

### Rekortán atlétikai pálya
2015 októberében az MLSZ-EMMI támogatásával az Ipoly parton, a halásztanya mögötti területen elkezdték építeni a rekortán burkolatú sportpályát, ami már novemberre el is készült.

### Kövi Pál Sportközpont

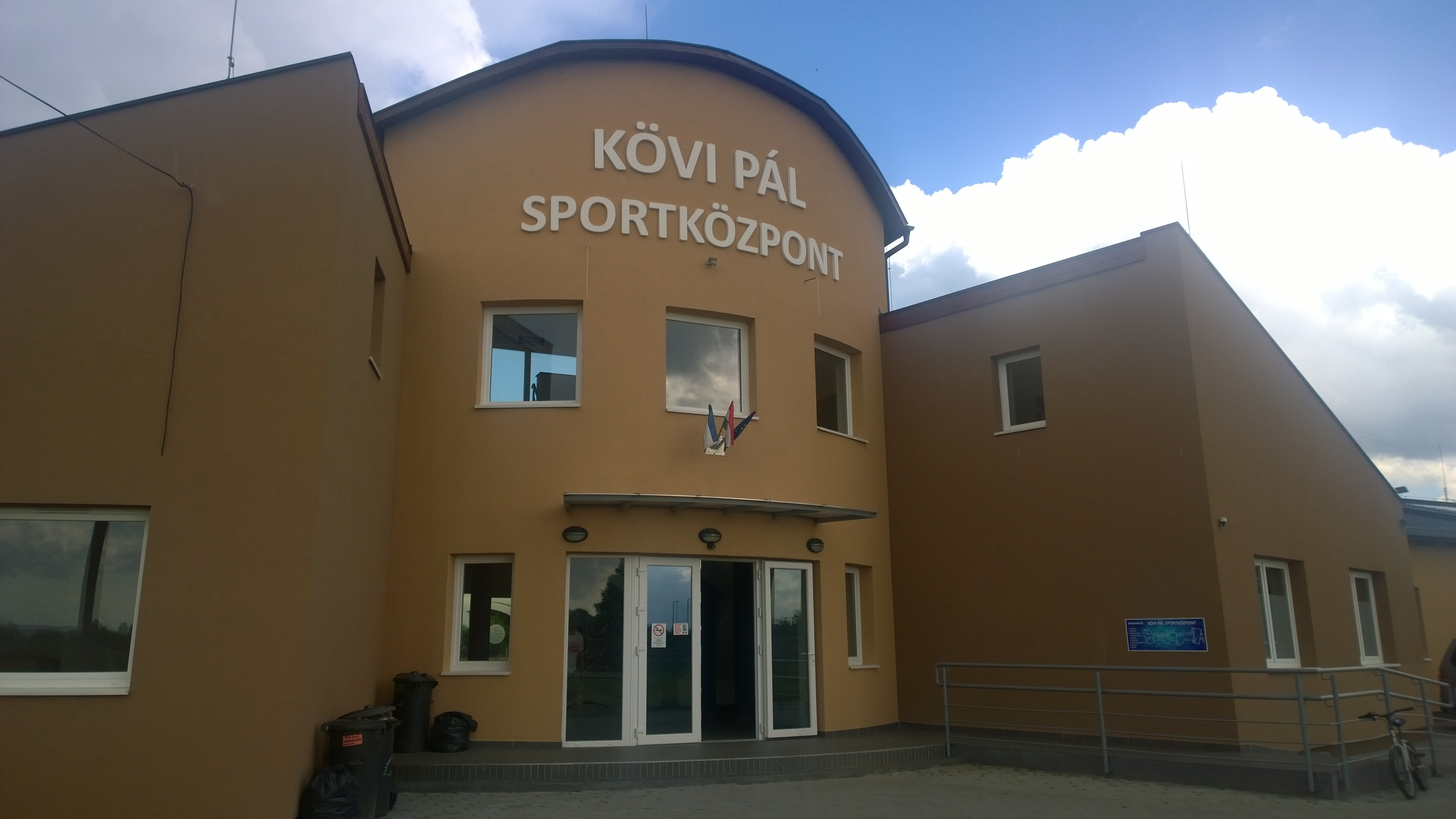
A sportközpont főbejárata

A balassagyarmati BSE futballcsapat már korábban ki akart költözni a Nagyligeti Sporttelepen lévő klubépületéből. Az új klubház alapkövét 2013 októberében rakták le a műfüves pálya mellett, és a tervek szerint 2014. június 30-ra be kellett volna fejezniük. Az építkezés 250 millió forintba kerül, ennek 70%-a szponzori pénzekből, 30%-a önerőből valósul meg, a projekthez Orbán Viktor, miniszterelnök is hozzájárult 50 millió forinttal. Az 1000 m²-es klubház öltözőket, konditermeket, orvosi szobát, büfét, irodákat és egyéb kiszolgáló helyiségeket is foglal magában. A székházat úgy építették, hogy a második ütemben hozzá lelátót és élőfüves center pályát is lehessen kialakítani, erre még 2015-ben sor került. A komplexum még ebben az évben megkapta a város neves labdarúgójának, Kövi Pál nevét.

### Gyakorló pálya
Gaál Dénes, a futballcsapat korábbi elnöke a klubszékház alapkövének lerakásakor megemlítette, hogy a további sportfejlesztésben szerepel egy gyakorlópálya, atlétikai pálya és teniszpálya is. A gyakorló futballpálya építését 3 évvel később, 2016. május 30-án kezdték meg a műfüves pálya mellett. A 2017-re elkészült pályán a Balassagyarmati VSE az első gyakorlómeccsét az Eger SE ellen játszotta július 26-án.

### Révész László Tanuszoda

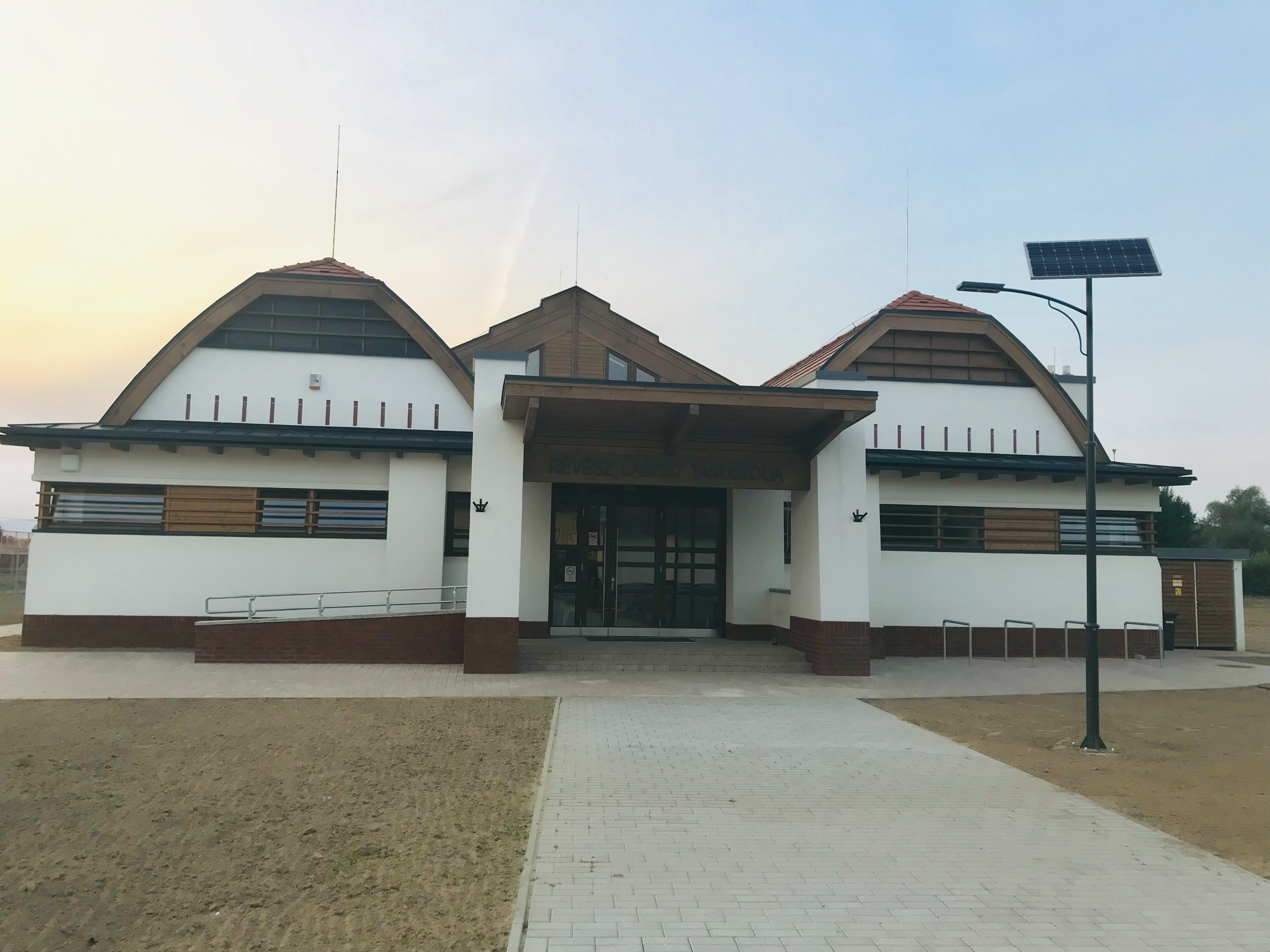
Az uszoda épülete

Balassagyarmaton évtizedeken keresztül igény lett volna egy fedett uszoda, ami megvalósításához több elképzelés is volt, ám ezek mind meghiúsultak, pedig indokot adott az, hogy Balassagyarmaton 6000 diák tanul, a diákok úszásoktatására pedig csak Vácott, Salgótarjánban és Nagykürtösön volt lehetőség. Egyik jelentős kísérlet az uszodaépítésre 1978 februárjából való. A sportcsarnok mögé szánt 8 m x 12 m-es uszoda műszaki leírása és 3,5 millió forintos költségvetése 1978 októberére elkészült, azonban nem engedélyezték a felépítését. A meg nem épült uszoda tervei máig őrzik a városháza irattárjában. Végül 2014-ben a kormány tanuszoda programjában az ország 24 településén, Balassagyarmaton is uszodák építését tervezték. Még ez az év januárjában elkezdődött az előkészítése munkálatok, a balassagyarmati épület helyéül az Ipolypart utcán a Madách híd melletti területet jelölték ki. Az uszodába egy 10 m x 6 m, valamint egy 25 m x 15 m méretű medencét terveztek. Az építési költségeket és fenntartást is az állam vállalta. A kivitelezés 2015. november 26-i határidejéig 8 cég tett ajánlatot, melyek közül végül a Hanley Service Kft. építhette meg az Ipoly-parti tanuszodát. Az önkormányzat 2016. április 22-én adta át az Ipolypart utcai telket, az alapkőletétérre pedig május 18-án került sor Medvácz Lajos polgármester, Balla Mihály országgyűlési képviselő és Fónagy János Nemzeti Fejlesztési Minisztérium parlamenti államtitkára részvételével. 2018 márciusában a városi képviselő-testület úgy döntött, hogy az új uszoda vegye fel Révész László, balassagyarmati sportvezető nevét. Az uszodát végül 2019. szeptember 9-én adták át.

### Tervezett és épülő létesítmények

#### Kézilabda sportcsarnok
Az 1973-ban felépített kézilabda munkacsarnok a többszöri felújítás ellenére a csarnok már nem felelt meg a kor követelményeinek, ezért egyre nagyobb igény mutatkozott egy új kézilabda csarnok építésére, ami otthont is adhat a városi Balassagyarmati Kábel SE kézilabdacsapat számára. Tárgyalásokat követően Balassagyarmat bekerült a Nemzeti Sportinfrastruktúra Fejlesztési Program első ütemébe. A város önkormányzata a Nádor utcai leromlott állapotú sportpályák területét ajánlotta fel 2016 márciusában. A tervezett kézilabdacsarnok egy 500 fős lelátót, öltözőket, edzőtermeket, irodahelyiségeket és büfét foglal magába. Megvalósításáról 2017 júniusában adott hírt a Magyar Közlöny, mi szerint az országos kézilabda munkacsarnok fejlesztési programban a balassagyarmati csarnok a megvalósulási sorrendben a 4. helyet kapta. A csarnok építésének munkálatait 2021 májusában kezdték el.

#### Honvédelmi Sportközpont
Országosan 16 Honvédelmi Sportközpont építéséről döntött a kormány még 2017 decemberében, ebből egy, a megyében egyedüliként Balassagyarmaton is. Ezek a sportközpontok magukba foglalnak fedett lőteret, illetve különböző tortatermeket, edzőtermeket, melyek alkalmasak küzdősportok, vívás, lövészet edzéseire, valamint az elsősegélynyújtás és a tájékozódási ismeretek oktatására.

## Megközelítése
| Járat                                                                            | Megálló                | Távolság              |
| -------------------------------------------------------------------------------- | ---------------------- | --------------------- |
| 1, 1C, 3B, 4, 6, 6A, 7, 7B, 8, 9, 9A, 9B, 3314                                   | Civitas Fortissima tér | 350 m (gyalog 4 perc) |
| 2C, 4, 6, 6A, 8, 8A, 9A, 9B, 3314 1010, 1011, 1012, 1013, 1306, 3080, 3081, 3322 | Autóbusz-állomás       | 750 m (gyalog 9 perc) |